# Erkki Karu
Erkki Karu (né Erland Fredrik Kumlander le 10 avril 1887 à Helsinki en Finlande - mort le 8 décembre 1935 dans la même ville) est un réalisateur, scénariste et producteur de cinéma finlandais. Il est l'un des pionniers du cinéma finlandais.

## Carrière
Karu commence sa carrière en tant que membre d'une troupe de théâtre en 1907. Il commence à être intéressé au cinéma durant les années 1910 et commença à penser à créer sa propre compagnie de cinéma aussi tôt qu'en 1915. Kaku commença en réalisant, écrivant, éditant et produisant les comédies Ylioppilas Pöllövaaran kihlaus et Sotagulashi Kaiun häiritty kesäloma pour Suomen Biografi Oy, les deux sortirent en 1920.
Karu fonda la compagnie de production de film Suomi-Filmi en 1919, laquelle, d'ici la fin des années 1920, grandira comme la plus grande compagnie de son genre en Finlande,. Karu n'occupait pas seulement le poste de CEO, mais aussi comme directeur la plupart du temps qu'il a passé dans la compagnie. Travaillant pour sécuriser les finances de la compagnie, Karu a dû attendre 1922 pour commencer à travailler sur des longs-métrages, une adaptation du roman de Väino Kataja : Koskenlaskijan morsian, qui sortit en 1923. Le film fut un succès, comme son prochain projet, une adaptation du roman d'Aleksis Kivi : Nummisuutarit, sortit la même année. À cause du mérite artistique et de la popularité de son travail, l'année 1923 est dite comme le sommet de la carrière de directeur de Karu,. À travers le reste de la décennie et le début des années 1930, Karu continua de produit des films populaire, comme Myrskyluodon kalastaja (1924), Suvinen satu (1925), Muurmanin pakolaiset (1927) et Nuori luotsi (1928). Il reste le plus prolifique directeur de Suomi-Filmi à ses débuts.
Suomi-Filmi entra dans une période de difficultés financières après la Grande Dépression suivant le Krach de 1929 qui fit baissé les niveaux d'assistances des cinémas. Karu fut accusé d’irresponsabilité financière par le reste des actionnaires de la compagnie et, en 1933, il dut quitta la compagnie qu'il avait lui-même créé. Après avoir quitté Suomi-Filmi, Karu ne perdit pas de temps puisque seulement quelques mois plus tard il crée ce qui sera le principal rival de son ancienne compagnie : Suomen Filmiteollisuus. Karu avait d’abord l'intention de créer la compagnie avec un assistant-directeur de Suomi-Filmi, Risko Orko, mais Orko décida finalement de rester chez Suomi-Filmi quand il se fit offrir le poste de directeur. À la place, Karu trouva un autre collaborateur : Toivo Särkkä, qui deviendra plus tard le plus prolifique directeur de non seulement Suomen Filmiteollisuus, mais de toute la Finlande.
Karu reçut le poste de directeur dans sa nouvelle compagnie, mais durant son court séjour, il ne put que produire deux films Syntipukki et Roinilan talossa, tous en 1935, aucune des deux n'eut beaucoup de succès. Il meurt de façon inattendu le 8 décembre 1935.

## Vie personnée
Karu se marie avec Elli Kylmänen à la fin de 1915. Le couple a deux enfants : Olavi (1916-1992) et Sinikka (1917-1994).

## Filmographie
- Ylioppilas Pöllövaaran kihlaus (1920)
- Sotagulashi Kaiun häiritty kesäloma (1920)
- Se parhaiten nauraa joka viimeksi nauraa (1921)
- Finlandia (1922)
- Koskenlaskijan morsian (1923)
- Nummisuutarit (1923)
- Kun isällä on hammassärky (1923)
- Myrskyluodon kalastaja (1924)
- Suvinen satu (1925)
- Muurmannin pakolaiset (1927)
- Runoilija muuttaa (1927)
- Nuori luotsi (1928)
- Meidän poikamme (1929)
- Tukkipojan morsian (1931)
- Meidän poikamme merellä (1933)
- Voi meitä! Anoppi tulee! (1933)
- Ne 45000 (1933)
- Meidän poikamme ilmassa – me maassa (1934)
- Syntipukki (1935)
- Roinilan talossa (1935)